# Calanus propinquus
Calanus propinquus är en kräftdjursart som beskrevs av Brady 1883. Calanus propinquus ingår i släktet Calanus och familjen Calanidae. Inga underarter finns listade i Catalogue of Life.